# Casco GOLFO

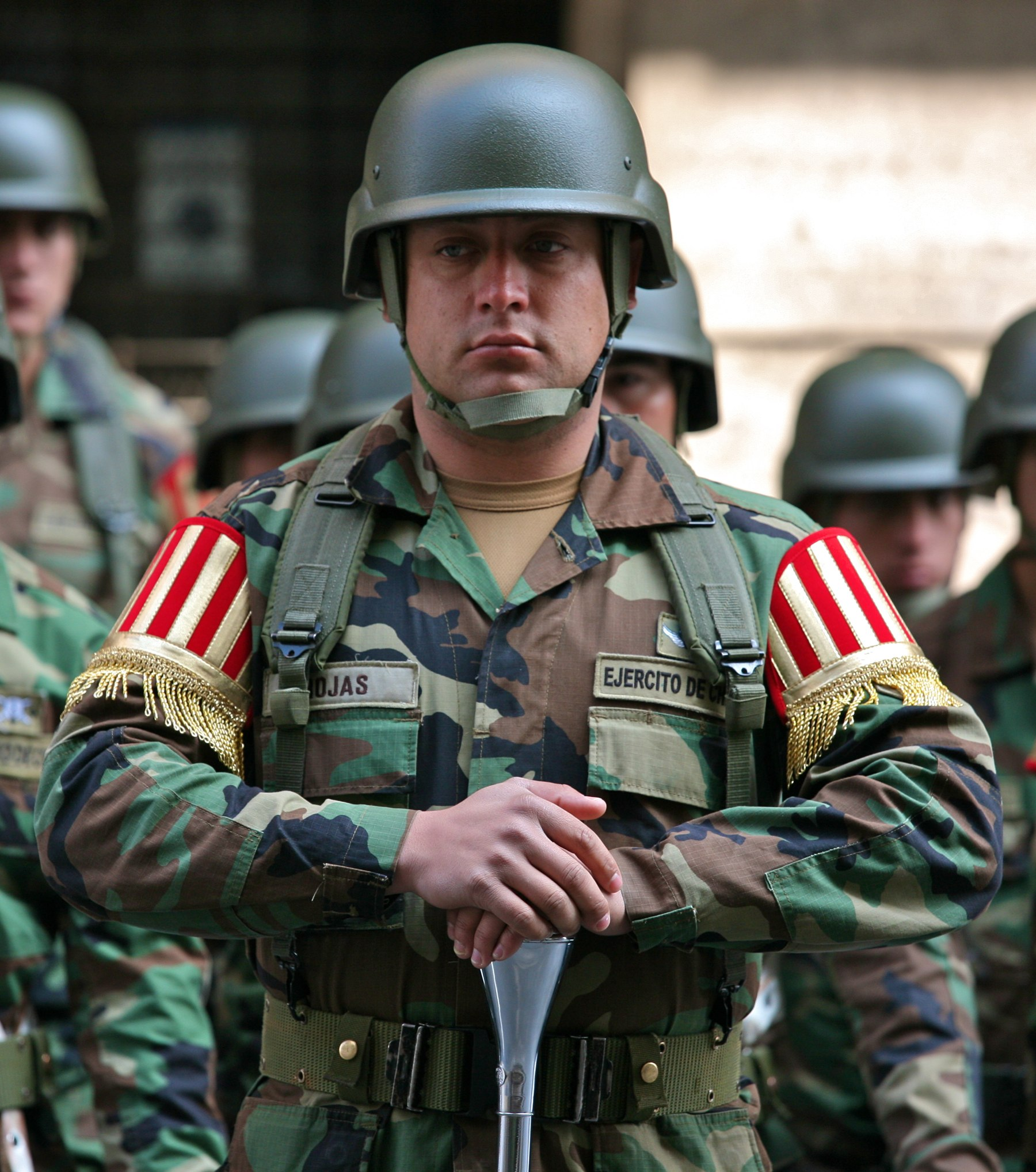
Banda del Ejército de Chile con cascos GOLFO

El GOLFO es un casco de combate de origen chileno y utilizado por el ejército de este país. El casco es hecho localmente por Baselli Hermanos S.A. y fue introducido en el año 2000. Hecho de kevlar, es capaz de detener un proyectil de 9 mm Parabellum a 310 m.